# زایدسخرمر
زایدسخرمر (به هلندی: Zuidschermer) یک منطقهٔ مسکونی در هلند است که در آلکمار واقع شده‌است. زایدسخرمر ۶۰۰ نفر جمعیت دارد.